# Stéphane Matteau
Stéphane Matteau (* 2. September 1969 in Rouyn-Noranda, Québec) ist ein ehemaliger kanadischer Eishockeyspieler und -trainer, der im Verlauf seiner aktiven Karriere zwischen  und  unter anderem 957 Spiele für die Calgary Flames, Chicago Blackhawks, New York Rangers, St. Louis Blues, San Jose Sharks und Florida Panthers in der National Hockey League auf der Position des linken Flügelstürmers bestritten hat. Seinen größten Karriereerfolg feierte Matteau in Diensten der New York Rangers mit dem Gewinn des Stanley Cups im Jahr 1994. Sein Sohn Stefan ist ebenfalls professioneller Eishockeyspieler.

## Karriere
Matteau spielte zunächst vier Jahre lang von 1985 bis 1989 in der Ligue de hockey junior majeur du Québec bei den Olympiques de Hull, mit denen er zweimal den Coupe du Président, den Meistertitel der LHJMQ, gewinnen konnte. Dadurch nahm er auch zweimal am Memorial Cup teil.
Nachdem ihn die Calgary Flames im NHL Entry Draft 1987 in der zweiten Runde an 25. Stelle ausgewählt hatten, setzten ihn diese bereits in der Saison 1988/89 in der International Hockey League ein. So auch im darauffolgenden Jahr. Zur Saison 1990/91 war der Franko-Kanadier dann fester Bestandteil der Calgary Flames, die ihn bis Dezember 1991 beschäftigten. Während einer Zehenverletzung, die ihn nur 24 Partien in der Spielzeit 1991/92 bestreiten ließ, transferierten ihn die Flames für Trent Yawney zu den Chicago Blackhawks, wo Matteau bis zum März 1994 spielte. Die Blackhawks schickten ihn gemeinsam mit Brian Noonan für Tony Amonte zu den New York Rangers, mit denen er am Ende der Stanley-Cup-Playoffs 1994 die gleichnamige Trophäe gewinnen konnte. Matteau hatte daran erheblichen Anteil, nachdem er im Eastern-Conference-Finale gegen die New Jersey Devils zwei Tore in der Overtime erzielen konnte. Der linke Flügelspieler blieb noch bis in die Saison 1995/96 hinein bei den Rangers, ehe er für Ian Laperrière zu den St. Louis Blues abgegeben wurde. Dort spielte er bis zum Ende des Spieljahres 1996/97.
Im Sommer 1997 wechselte Matteau für Darren Turcotte zu den San Jose Sharks, wo er insgesamt fünf Spielzeiten lang blieb und das junge Team durch seine Erfahrung unterstützte. Nachdem sein Vertrag nach der Saison 2001/02 ausgelaufen war, unterschrieb er als Free Agent bei den Florida Panthers, wo er auf seinen alten Trainer aus Chicago, Mike Keenan, traf. Nach der Saison beendete er am 29. Juli 2003 offiziell seine Karriere. Matteau bestritt in seiner Karriere insgesamt 13 Spielzeiten in der NHL. Mit Ausnahme seiner letzten Saison bei den Florida Panthers schaffte er jedes Jahr mit der jeweiligen Mannschaft die Qualifikation für die Playoffs.
Nach dem Ende seiner aktiven Karriere arbeitete Matteau zwischen 2011 und 2013 als Assistenztrainer der Armada de Blainville-Boisbriand in der LHJMQ.

## Erfolge und Auszeichnungen
- 1986 Coupe-du-Président-Gewinn mit den Olympiques de Hull
- 1988 Coupe-du-Président-Gewinn mit den Olympiques de Hull
- 1994 Stanley-Cup-Gewinn mit den New York Rangers

## Karrierestatistik
(Legende zur Spielerstatistik: Sp oder GP = absolvierte Spiele; T oder G = erzielte Tore; V oder A = erzielte Assists; Pkt oder Pts = erzielte Scorerpunkte; SM oder PIM = erhaltene Strafminuten; +/− = Plus/Minus-Bilanz; PP = erzielte Überzahltore; SH = erzielte Unterzahltore; GW = erzielte Siegtore; 1 Play-downs/Relegation; Kursiv: Statistik nicht vollständig)